# Famille de Sade
La famille de Sade est une famille subsistante de la noblesse française d'origine provençale de filiation suivie depuis 1302. Outre des magistrats, hommes d'église, militaires, et hommes politiques, elle est en particulier illustrée par le marquis de Sade et la Laure de Pétrarque.

## Origines
Le nom Sade dérive vraisemblablement du toponyme Saze, village proche d'Avignon, en rive droite du Rhône, Saze provenant lui-même de l'anthroponyme wisigoth Sado.
Son arbre généalogique remonterait à Raimond de Sade au XIIIe siècle. Cependant un Bertrand de Sade aurait assisté à une assemblée tenue dans la ville d'Arles en 1216, mais sa filiation suivie remonte à 1302.
Le nom de Sade est apparu au XIIe siècle, Louis de Sade, gouverneur d'Avignon en 1177 a entrepris la construction du premier pont de cette ville, le pont Saint-Bénézet, toutefois la filiation avec ce personnage n'est pas prouvée[réf. nécessaire]
En 1416, les Sade reçoivent le droit de porter l'aigle impérial sur leur étoile. Un privilège qu’obtient Elzéar de Sade de l’empereur Sigismond en remerciement de ses faits d'armes à ses côtés.[réf. nécessaire]

## Histoire
Paul a reçu en 1316 le pape Jean XXII lors de son arrivée en Avignon. Il fut le père de Guillaume, dont la postérité s'est éteinte avec son petit-fils Pons, évêque de Vaison, et d'Hugues II, dit le vieux, viguier d'Avignon en 1373. Ce dernier fut marié en premières noces à Laure de Noves, égérie de Pétrarque. Il eut de ce mariage Hugues III dit le jeune, député de la ville d'Apt, père d'Elzéar, échanson du Pape Benoît XII, autorisé par l’empereur Sigismond, lors de sa visite à Avignon en 1415, à ajouter à ses armes l'aigle bicéphale et Jean, premier président du Parlement d'Aix en 1415 et ambassadeur . Du fils de ce dernier, Girard, sont issues les branches de Mazan et d'Eyguières. Du second mariage d'Hugues III avec Verdaine de Trentelivres sont issus Paul, évêque de Marseille en 1405 et Baudet dont est issue la branche de Saumane éteinte avec Joachim, marié à Madeleine Lartessuti, en 1534.
- Appartiennent à la branche de Mazan, Gabrielle, mère de Charlotte de Beaune-Semblançay, l'une des maîtresses d'Henri IV, Joachim, mort en 1538, qui fut le premier de sa branche à devenir capitaine héréditaire du château de Vaison, Jean II, premier président de la chambre des comptes d'Aix-en-Provence en 1551, Richard, évêque de Cavaillon en 1660, camérier du pape Urbain VIII et gouverneur de Ravenne, Jean-Baptiste (article allemand), neveu du précédent qui lui succède à Cavaillon en 1665, et son frère Richard II, prieur de Saint-Gilles. Suivent ensuite Jacques, historien de Pétrarque, vicaire Général de Narbonne en 1735, et ses frères Richard III, prieur de Toulouse et un  autre Jean-Baptiste, ambassadeur de France en Russie en 1730, et qui abandonna la charge de capitaine héréditaire de Vaison pour celle de lieutenant-Général des pays de Bresse, Bugey, Valromey et Gex. Il eut de son mariage avec Marie-Eléonore de Maillé un fils qui lui succédera dans sa charge. Il s'agit de Donatien, surnommé le divin marquis, romancier, philosophe, et homme politique, personnage le plus connu de la famille. Sa postérité est rapportée plus bas. Cette branche fut admise aux Honneurs de la Cour[8].
- Appartiennent à la branche d'Eyguières, Michel, mort en 1652, grand chambellan du roi, Louis (1753-1832), scientifique et auteur de science politique et son frère Joseph-David, lieutenant-général des pays de Bresse, Bugey, Valromey et Gex, par acquisition de cette charge de son cousin Donatien[9]. De son mariage avec Émilie de Bimard, première excursionniste du Mont Ventoux[10], héritière du marquisat de Montbrun et du château de Condé, qui resta dans la famille jusqu'en 1983, sont issus David (1777-1846), député de l'Aisne de 1827 à 1846, dernier de sa branche, Laure, mariée à son cousin Claude-Armand, fils du marquis de Sade, et Généreuse-Émilie, mariée à Diomède de Clerc, marquis de Ladevèse, dont postérité. Cette branche fut également admise aux Honneurs de la Cour[11].
- De la branche d'Eyguières, par un fils cadet de Jean-Valentin (1593-1631), est issue la branche de Vauredone ou de Tarascon dont sont issus Hippolyte (1710-1780), chef d'escadre  pendant la guerre d'indépendance des États-Unis et son frère Charles (1713-1793), chanoine-comte de Marseille. De leur neveu, Henri-Véran, administrateur du Vaucluse pendant la Révolution, dernier de sa branche, est issue une fille Marie-Henriette, mariée à Louis-Joseph, comte de Grasse des Princes d'Antibes, dont postérité[12].

## Personnalités

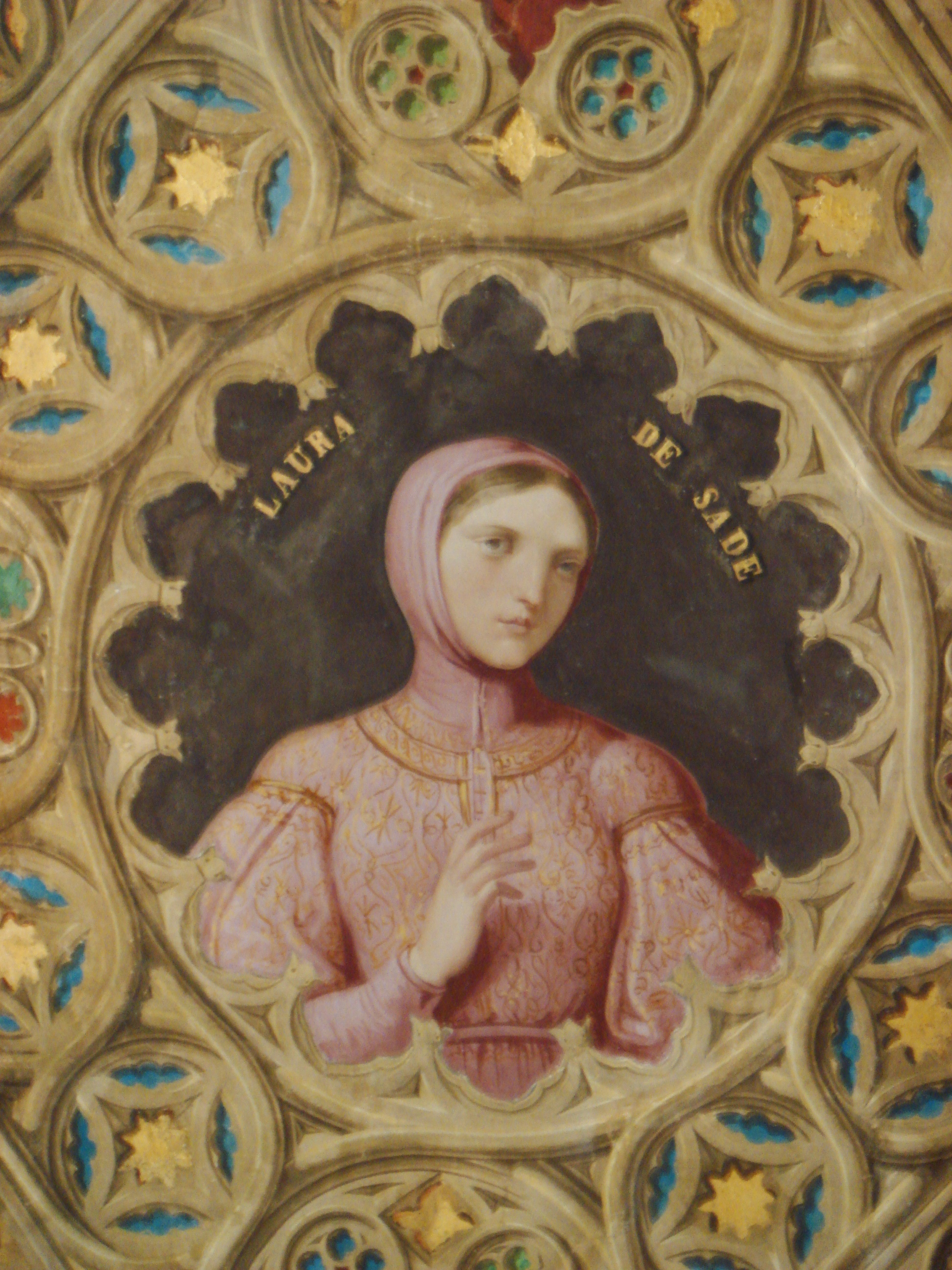
Laure de Sade
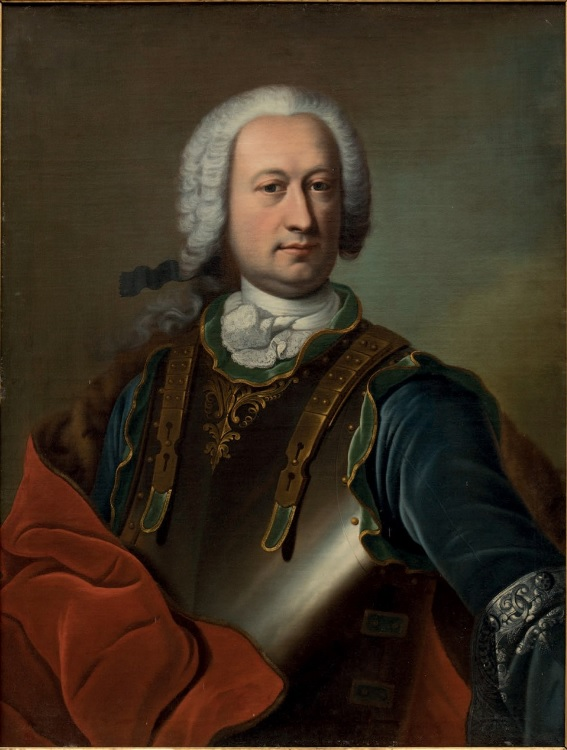
Jean-Baptiste de Sade (1701-1761)
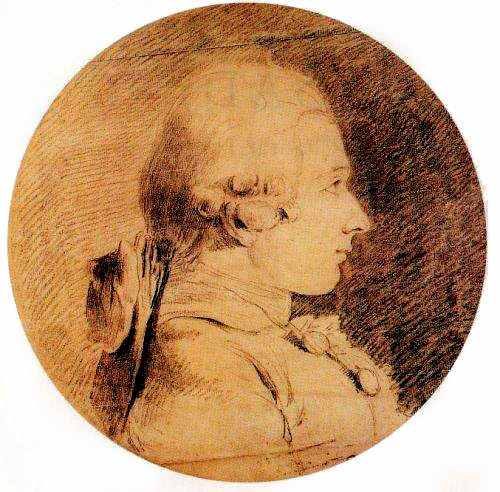
Donatien Alphonse François de Sade (1740-1814)
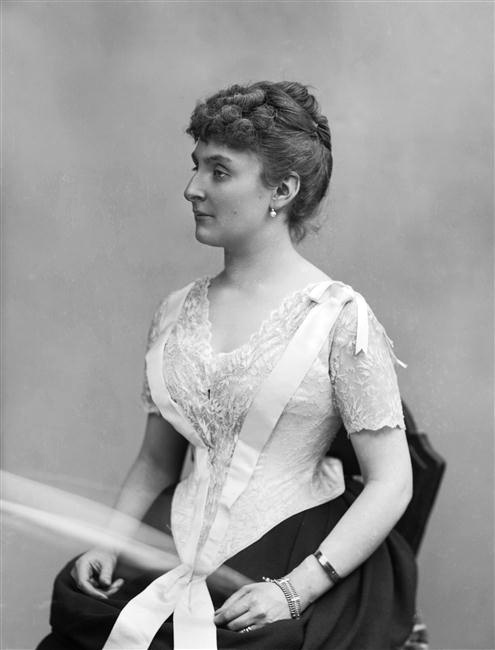
Laure de Sade

- Laure de Sade (1310-1348)
- Pons de Sade (-1473)
- Richard de Sade (-1663)
- Jean-Baptiste de Sade (1633-1707)
- Jean-Baptiste de Sade (1702-1767)
- Jacques de Sade (1705-1777)
- Hippolyte de Sade (1710-1780)
- Donatien Alphonse François de Sade (1740-1814)
- Louis de Sade (1753-1832)
- Xavier de Sade (1777-1846)
- Laure de Sade (1859-1936)

## Descendance du «Divin Marquis»
Comptent notamment par ailleurs parmi ses descendants : la comtesse de Chevigné, née de Sade, ses petits-enfants Marie-Laure de Noailles (mécène, écrivain et peintre), et Pierre de Chevigné (homme politique et résistant), eux-mêmes grands-parents de Carlo Perrone (it) (éditeur et homme de presse) et  d'Henri de Castries (homme d'affaires et haut fonctionnaire), Philippe et son fils Henri de Raincourt (hommes politiques), Charles de Croisset (homme d'affaires et haut fonctionnaire), Henry de Lesquen (directeur de club de réflexion et haut fonctionnaire) ou Philippe de Montebello (directeur du Metropolitan Museum of Art).